# Karlo Umek
Karlo Umek, slovenski strelec in olimpijec, * 8. (ali 9.) februar 1917, Bojsno, † 25. september 2010, Ljubljana.
Umek je za Jugoslavijo nastopil na Poletnih olimpijskih igrah 1960 v Rimu, kjer je v streljanju z malokalibrsko pištolo proste izbire na 50 metrov s 533 krogi osvojil 22. mesto med 66 uvrščenimi tekmovalci. Pred tem je leta 1958 na svetovnem prvenstvu v Moskvi s 542 krogi dosegel državni rekord. 
Umek je bil pred smrtjo znan tudi kot najstarejši še živeči slovenski olimpijec.